# Давид II (цар Ташир-Дзорагета)
Давид II (*Դավիթ Բ, д/н —1118) — 4-й цар Ташир-Дзорагетського царства з 1089 до 1118 року.

## Життєпис
Походив з династії Кюрінянів. Син Кюріке II, царя Ташир-Дзорагету. У 1089 році після смерті батька розділив царство з братом Абасом I. Намагався чинити спротив нападам сельджуків. Втім, протягом 1007—1111 років зазнав низки важких поразок. Вимушений був перенести столицю з Лорі до Мацнаберда. Послаблення Ташир-Дзорагетського царства скористався грузинський цар Давид IV Будівельник, який у 1110 році захопив область Самшвілде.
До 1118 року практично усе царство опинилося під владою Грузії. У Давида II залишилося невеличке володіння навколо Мацнаберди. Він залишив собі титул царя, хоча фактично перебував у статусі князя, залежного від Грузії. Помер у 1145 році.

## Родина
- Кюріке III, князь Мацнаберда у 1145—1170 роках